# Tony Stewart
Anthony Wayne "Tony" Stewart (Columbus, Indiana, 1971. május 20. –) amerikai autóversenyző, aki bajnoki címet szerzett a sprint car, az IndyCar és a stock car (NASCAR széria autó) sorozatokban. 1999 és 2008 között a Joe Gibbs Racing tulajdonában álló, #20-as rajtszámú Chevrolet Monte Carlót vezeti, amelynek főszponzora a Home Depot. (az autó a Home Depot narancssárga és fehér színeit viseli). Jelenleg részben saját csapatának a Stewart-Haas Racing #14-es rajtszámú Chevrolet Impala SS-t vezeti, főszponzora az Office Depot.

## Háttér
Az indianai Columbusban látta meg a napvilágot, majd gyermekkorát a gokartozással töltötte, melyben rendkívül eredményes volt: megnyerte a Gokart Világbajnokságot (World Karting Championship) 1987-ben. Versenyzett néhány évig a "three-quarter midgets" szériában is, mielőtt felkerült a United States Auto Club (USAC) sorozatba. Stewart volt az USAC "Év újonca" ("Rookie of the Year") 1991-ben, majd National Midget sorozat bajnoka 1994-ben.
1995-ben Stewart lett az első pilóta, aki képes volt elnyerni az USAC "Hármas Koronáját" ("Triple Crown"), ugyanis bajnok lett a sorozat mindhárom nagy divíziójában: National Midget, Sprint Car és Silver Crown.
Amikor nem az Indy Carban versenyzett, akkor széria autókkal (Stock Cars) indult el. 1996-ban Tony teljesíthette élete első NASCAR versenyét a Busch szériában, a csapattulajdonos, Harry Rainer autójában. Kilenc rajtja alkalmával mindössze egy 16. helyet ért el. Eredményesebb volt az egyetlen Craftsman (NASCAR Craftsman Truck Series, a NASCAR harmadik legnagyobb sorozata) versenyén, ahol a 10. lett.
Tony 1997-ben az IRL (Indy Racing League) bajnokságban szeretett volna felmutatni valamit, de a versenyeket sorra nem sikerült befejeznie. az első három futamon nem ért célba, de utána javított az átlagán egy második helyezéssel a Phoenix International Racewayen. Az Indy 500-on (Indianapolis 500, a legnagyobb tradíciókkal rendelkező verseny Amerikában, amely az IRL sorozat egyik állomása) Stewartnak elég jó autója volt ahhoz, hogy megnyerje élete első IRL versenyét, amelyen vezetett is 64 körön keresztül, de a közel a végéhez vissza esett és meg kellett elégedni az 5. hellyel. Tony végül a karrierje legelső diadalát a Pikes Peak International Racewayen aratta, ahol hét kivételével mind a 200 kört vezette. Átvette a vezetést a bajnoki ponttáblázaton, miután Davey Hamilton, az addigi első rossz eredményt ért el. A szezon végi átlagos helyezések ellenére – 7., 14., 11. és öt befejezetlen verseny – Stewartnak elegendő pontja maradt, hogy megtartsa előnyét Hamiltonnal szemben és megnyerje az IRL bajnoki címét.
Ahogyan azt az előző évben is tette, szintén indult néhány Busch Szériás versenyen. Ekkor viszont már Joe Gibbs, a Washington Redskins edzőjének csapatát erősítette, aki már több nagy sikert megélt a versenyzője, Bobby Labonte oldalán a Winston Kupában. Amikor Stewart célba tudott érni, akkor rendszerint a top 10-ben végzett, ráadásul egy 3. helyet is sikerült szereznie a charlotte-i Lowe's Motor Speedwayen. Stewart jó benyomást keltett Gibbs-ben azzal, hogy 1998-ban aláírt a Busch Széria legtöbb versenyére, miközben amellett az IRL-ben is teljes szezont futott.
A dupla kötelesség nem látszott meg a teljesítményén egyik sorozatban sem. Az IRL-ben kétszer nyerni tudott és a 3. helyen végzett a bajnokságban. Ebben a szezonban csak kevés csalódásban volt része, egyik közülük az Indianapolis 500-on elért utolsó helye volt egy motorhiba miatt.
A Busch-ban ötször végzett a top5-ben 22 indulása alkalmával. Rendkívül közel volt életének első Busch Szériás győzelméhez Rockinghamben található North Carolina Speedwayen, de az utolsó körben megelőzte őt Matt Kenseth. Stewart kétszer végzett a 2. helyen, ezzel hat olyan pilóta előtt végzett az év végi ponttáblázaton, akik többször álltak rajthoz és az átlagos eredménye néhány top10-es versenyzőjével volt összehasonlítható. Gibbs már eléggé megbízott Tony-ban ahhoz, hogy az 1999-es szezonra a Cup Szériába léptesse. Ezzel Stewart befejezte hároméves IRL versenyzői karrierjét.

## Winston/Nextel Kupa évei
Stewart a Winston Kupa karrierjét rögtön egy nagy dobással kezdte azzal, hogy a #20-as Home Depot Pontiac-ot a második helyre tudta kvalifikálni élete első versenyére a legnagyobbak között. Bátorságát bizonyította, amikor az egyik Gatorade Twin 125-ön (a Daytona 500 kvalifikációs versenyei) belement egy kemény csatába Dale Earnhardt-tal a győzelemért. Az Intimidator (Dale Earnhardt) nyert, de ennek ellenére Tony ezzel a teljesítményével nagyon sok emberre tett jó benyomást. Magán a Daytona 500-on, Stewart mindaddig az élmezőny közelében autózott, amíg technikai okok miatt lecsúszott és a középmezőnyben ért csak célba.
Stewart az újonc évében lenyűgözte a közönséget azzal, hogy az autóját gyakran hozta be a top10-be. Mindössze egyszer nem tudott versenyt befejezni, de akkor is a 9. helyen végzett (kifogyott az üzemanyaga két körrel a leintés előtt.) Két pole-t is szerzett Short Track-eken (1 mérföld alatti rövid pályákon) és három győzelemmel beállította az újonc rekordot e tekintetben. A legelső szezonját a 4. helyen zárta a ponttáblázaton, amely a legmagasabb pozíció egy újonc részéről az újkori NASCAR történelmében (1972-től számolják) és a NASCAR egész történelmét tekintve csak James Hylton volt jobb nála, aki 1966-ban a 2. lett év végén újonc létére. Nem nagy meglepetésre Tony lett az "Év újonca" 1999-ben (Winston Cup Rookie of the Year).
Tony megkísérelte az 1.100 mérföldet végig versenyezni A háborús hősök emléknapján (Memorial Day) azzal, hogy elindult az Indy 500-on és a charlotte-i Coca-Cola 600-on is ugyanazon a napon. A duplázása enyhén szólva is sikeres volt, hiszen mindkét versenyen a top10-ben végzett, de a végelszámolásban 10 mérföld hiányzott neki a teljes távhoz.
Stewart semmi jelét nem mutatta annak, hogy még csak másodéves a Winston Kupában és hat versenyt is megnyert. Néhány be nem fejezett futam miatt "csak" a hatodik helyen végzett a bajnokságban, de ott volt a legnagyobbak között, akik közül a 2000. év bajnoki kupáját a csapattársa, Bobby Labonte vihette haza. Tony ebben az évben kezdte el termelni a címlapsztorikat a pályán való incidenseivel kapcsolatban. A legismertebb ezek közül Watkins Glen-ben történt, amikor Jeff Gordonnal összeakadt és balesetet szenvedtek. Stewart a nem tetszését egy trágár szavakkal fűszerezett körmondattal fejezte ki Gordon felé. A mai napig nagy riválisai egymásnak.
2001 küzdelmesen kezdődött Stewart számára azzal, hogy belekeveredett egy csúnya balesetbe az idénynyitó Daytona 500-on, ahol az autója heves pörgés kíséretében tört darabokra. Komolyabb sérülések nélkül úszta meg az esetet és később három győzelmet aratott ebben az évben. Ahogy azt eddig is tette, most is az élmezőnyben tartózkodott a szezon nagy részében. Statisztikailag rosszabb éve volt, mint 2000-ben, de ennek ellenére a második helyen fejezhette be a bajnokságot Jeff Gordon mögött.